# Umetni raj
Umetni raj je slovenski dramski film iz leta 1990.
Prikazan je bil izven tekmovalnega programa Filmskega festivala v Cannesu leta 1990, kot hommage Fritzu Langu. Po filmu se imenuje filmska oddaja na TV SLO.
Na uničujočo kritiko Vesne Marinčič, poročevalke iz Cannesa, se je Viba film odzval s celostranskim oglasom v Delu, ki je bil hkrati tudi napad nanjo. Vlado Novak, ki je igral Gatnika, je spomin na ta dogodek obudil na znanstvenem simpoziju Slovenski film v sliki, glasbi in besedi, ki sta ga v okviru 11. Grossmannovega festivala fantastičnega filma in vina pripravila Gimnazija Franca Miklošiča Ljutomer in Filozofska fakulteta Univerze v Mariboru.

### Zgodba
Leta 1935 ima v hotelu v Los Angelesu Fritz Lang intervju z mladim filmskim ljubiteljem Willyjem. Pripoveduje mu, kako je kot vojaški oficir leta 1915 nekaj časa preživel v družinski hiši advokata in filmskega navdušenca Karola Gatnika, alter ega Karola Grossmana, v Javorju na severovzhodu Slovenije. Lang in Gatnik skupaj posnameta film. 

## Produkcija
Vlado Novak je nemščino vadil z Mirkom Križmanom. Predstavitev v Cannesu je bila zanj daleč od glamurja. Snemali so na Ptujski gori, v Grožnjanu in na Kredarici.

## Predvajanje in obisk v kinu
Film je premiero doživel v kinu Komuna 29. maja 1990. V Ljubljani si ga je ogledalo 1928 gledalcev.

## Kritike
Vesna Marinčič (Delo) je film in njegovo prezentacijo v Cannesu raztrgala. Napisala je, da je film slab in najslabše Godinovo delo, da sta ga od dvajsetih najuglednejših francoskih kritikov šla gledat samo dva in da je na njihovi ocenjevalni lestvici končal na zadnjem mestu. Zmotila jo je prevelika slovenska delegacija na rdeči preprogi, čeprav zadostujejo režiser, producent in največ trije igralci in se spraševala, če se ne znajo obnašati ali pa jim organizatorji tega niso povedali. Tiskovna konferenca za tuje novinarje ji je zbujala neprijetne občutke, ker vprašani niso znali povedati ničesar o zgodbi in deželi, kjer je bil film narejen in razumela je, zakaj tujci o njej niso poročali. Pohvalila je Matjaža Klopčiča, ki je nekaj let prej v Cannesu svojo Dediščino predstavljal sam, z odgovarjanjem na vprašanja o slovenski kulturi in politični usodi. Zgodba Umetnega raja se ji je zdela nesmiselna in trapasta. Pričakovala je pripoved o srečanju dveh velikih duhov, ki vplivata drug na drugega, videla pa je naivno dajanje zgodovinsko usodnega pomena nepomembnim dogodkom, nuravnovešene posameznike, brezvezne samomore, slačenje in smešno pretiravanje s poudarjanjem fatalnosti žensk.
Viba film je Marinčičevi odgovoril v njenem časniku na dan premiere s celostranskim oglasom z videzom osmrtnice. Na zgornji polovici je z velikimi črkami napisal odlomek iz njene kritike: »Umetni raj ...še en slab slovenski film...«, na spodnji pa odlomke iz kritik Marcela Štefančiča (Mladina), časopisa Le Monde, Matjaža Klopčiča (Naši razgledi), Svetlane Slapšak (Borba), D. Dimitrovski (Oslobođenje), Mauricea Fabrea (France Soir), Petra Buchke (Süddeutsche Zeitung) in Philipa Frencha (Observer). Pod njimi so navedli festivale, kamor so jih povabili.
Marko Crnkovič (Delo) je Marinčičevo vzel v bran in napisal, da je film slab, da se šlepa na stoletnico Langovega rojstva, ker drugače ne bi prišel v Cannes, da so Francozi nasedli na prebujeno slovensko podjetnost in da si film ne zasluži odlične promocije. Celostranski Vibin oglas v Delu je označil za sramoto filmske umetnosti in oglaševanja ter ofenzivo v samoobrambi. »Marcel junior« bi po njegovem izpeljal teoretično zanko tudi iz otrokovega po nesreči narejenega domačega filma, za Klopčiča pa je menil, da dela uslugo kolegu. Srbskim in bosanskim kritikom je očital, da so brez okusa, da padajo na poceni finte in da radi nakladajo, ko se odločijo hvaliti, evropskim pa, da ne sesuvajo stvari, za katere menijo, da so zrasle na majhni gredici, zalivani z ljubeznijo. Za edino pravo merilo uspeha je razglasil število gledalcev v tednu po premieri. Privoščil jim jih je čim manj in samemu sebi se ni zdel zaradi tega prav nič hudoben. Film je zaradi zlajnane soc-estetizirane statičnosti primerjal s tistimi o literatih, zraven pa mu je prisodil stil oglasov Moja dežela. Neprepričljiv prikaz portoroškega kazinoja kot ameriške kinodvorane je razumel kot posledico megalomanstva in tipične jugoslovanske nizkoproračunske iznajdljivosti. Ni maral slovenske morbidnosti, iskanja travm, kjer jih ni, preimenovanje Grossmana v Gatnika in njegove selitve iz Ljutomera v Grožnjan alias Javorje, zoprne glavne igralke, ki ni vedela, kako šepati s palico, razvlečenosti, neumnih disgresij, vsiljive montaže s tehnično nezadovoljivo izvedenimi zatemnitvami, pomanjkanja smisla za humor in razumevanja art filma kot edinega ambicioznega. Godini je očital, da utegne s svojo destruktivnostjo pokvariti prizadevanja tistih, ki bi slovenski film radi spravili na noge.
Peter Kolšek (Delo) je potarnal, da je ob vseh površnih in udarnih, hvalisavih in podcenjujočih ter dobrohotnih in nehotnih besedah o tem nesrečnem cannskem filmu težko napisati neatraktivno misel, ker s tem tvega očitek, da hoče biti vrhovni arbiter. Videl je, da je Umetni raj še en film, ki ga Slovenci nočejo gledati ne glede na izobrazbo, vendar se ni čutil poklicanega za razmišljanje o razlogih za to. Producentu, ki se je vrgel v agresivno oglaševanje, je očital, da nima pojma o razmerah na domačem trgu, da film trži kot uspešnico, čeprav to ni in da mu tudi napadi na medije ne morejo pomagati, saj so ti fluidni in izmuzljivi, na čemer temelji njihova avtonomija. Osnovni problem filma je videl v tem, da po odmiku od Langa in leta 1935 ni govoril o provincialni mizeriji Gatnika v letu 1915, ampak je ostal nekje vmes, brez težišča. Ni opazil, da bi leto 1915 v daljnih krajih s čimerkoli vplivalo na Langov položaj v filmski zgodovini in ni razumel, kakšno zvezo ima njegova naklonjenost Katarini, simboličnemu aspektu lepote, z njegovo ekspresionistično antiutopijo Metropolis. Želel si je, da bi film Gatnikov pekel, iz katerega je Lang spektakularno pobegnil, zmogel rešiti kako drugače kot melodramsko. Pohvalil je tehnično plat filma, pogrešal pa je njegovo prizemljitev z jasnimi konotacijami, ki bi ga naredila zelo pomembnega. Izrazil je obžalovanje ob dejstvu, da Umetni raj v slabi situaciji slovenskega filma ničesar ne rešuje in da ga ta situacija dodatno obremenjuje.

## Zasedba
| - Jürgen Morche: Fritz Lang - Željko Ivanek: Willy - Vlado Novak: Karol Gatnik - Dragana Mrkić: gospa Gatnik - Nerine Kidd: Rose Schwartz | - Manca Košir: gospa iz Budimpešte - Majda Potokar: Micka - Peter Boštjančič - Gudrun Gabriel - Demeter Bitenc | - Maruša Oblak - Svetozar Polič - Tanja Ribič - Tonca Rožanc |

## Ekipa
- fotografija: Tomislav Pinter
- glasba: Mladen Vranešević in Predrag Vranešević
- montaža: Karpo Godina
- scenografija: Janez Kovič
- kostumografija: Alenka Bartl Prevoršek
- maska: Gabrijela Fleischman

## Nagrade

### Dnevi slovenskega filma v Celju 1991
- nagrada Metod Badjura za režijo
- priznanje Metod Badjura z diplomo za glasbo

(Žirija Društva slovenskih filmskih delavcev: publicistka Miša Grčar, direktor fotografije Rado Likon, scenograf Mirko Lipužič, režiser Jože Pogačnik in kostumografinja Milena Kumar)

## Izdaje na nosilcih
- Umetni raj. videokaseta. Ljubljana : Andromeda, 1993